# Chamareddihalli, Mulbagal
Chamareddihalli là một làng thuộc tehsil Mulbagal, huyện Kolar, bang Karnataka, Ấn Độ.